# Louis Larère
Pour les articles homonymes, voir Larère.
Louis Larère est un homme politique français né le 6 août 1861 à Dinan (Côtes-du-Nord) et mort le 25 juillet 1932 à Paris

## Biographie
Fils de Charles Larère, député monarchiste de 1885 à 1889, Louis Larère est avocat, maire de Dinan et conseiller général du canton de Dinan-Ouest. Il est élu sénateur des Côtes-du-Nord en 1912 et siège à droite. Il se préoccupe des relations de l'Église catholique et de l'État, ainsi que de la situation des officiers de l'armée. À propos du concours d'entrée à Saint-Cyr et à Polytechnique, il combat les discriminations religieuses ou politiques entre les citoyens français. Battu en 1921, il quitte la vie politique. Il est le grand-oncle de Xavier Larère.

## Sources
- « Louis Larère », dans le Dictionnaire des parlementaires français (1889-1940), sous la direction de Jean Jolly, PUF, 1960 [détail de l’édition]